# 伍斯特 (俄亥俄州)
伍斯特（Wooster）是美国俄亥俄州韦恩县一个城市和韦恩县的县城。 城市位于俄亥俄州东北部，克利夫兰西南约80公里，阿克伦西南56公里。 伍斯特作为伍斯特学院的所在地而闻名。 2000年美国人口普查人口为24811人，2010年人口普查为26119人。 该市是韦恩县最大的城市，也是伍斯特小都会统计区的中心（由美国人口调查局确定）。 伍斯特有韦恩县公共图书馆的主要分支机构和行政办公室。
伍斯特是康普顿兄弟的出生地：诺贝尔物理学奖获得者和圣路易斯华盛顿大学校长阿瑟·康普顿，麻省理工学院的物理学家兼校长卡尔·泰勒·康普顿，以及华盛顿州立大学外交官兼校长威尔逊·马丁代尔·康普顿。
2013年，《外商直接投资》杂志回顾了伍斯特的商业友好和战略，并将其列为北美“2013/2014”十大微型城市之一。